# Acantholimon gulistanum
Acantholimon gulistanum är en triftväxtart som beskrevs av Aleksandr Andrejevitj Bunge. Acantholimon gulistanum ingår i släktet Acantholimon och familjen triftväxter. Inga underarter finns listade i Catalogue of Life.